# Бок, Иван Иванович
Иван Иванович Бок (26 сентября [8 октября] 1898, Белебей, Уфимская губерния — 30 сентября 1983, Ленинград) — советский учёный-геолог, академик АН КазССР (1954), доктор геолого-минералогических наук (1948), лауреат Ленинской премии (1958).

## Биография
Родился 26 сентября (8 октября) 1898 года в городе Белебей, Уфимской губернии, Российской империи.
Выпускник Уральского горного института (1928).
В 1928—1938 начальник геологоразведочных партий. В 1938—1968 на научно-преподавательской работе в Казахском горно-металлургическом институте: доцент, профессор, заведующий кафедрой.
Доктор геолого-минералогических наук (1948), профессор (1948).
Академик АН КазССР (1954), заслуженный деятель науки КазССР (1955).
В 1958—1975 академик-секретарь Отделения наук о Вселенной и о Земле Академии наук Казахской ССР.
Участник и руководитель открытия многих[каких?] месторождений полезных ископаемых.
Выдвинул собственную теорию происхождения сульфидных руд никеля, составил классификацию никель-кобальтовых месторождений Казахстана. Совместно с К. И. Сатпаевым разработал методологические принципы составления карт прогнозов.
Скончался в Ленинграде 30 сентября 1983 года.

## Награды и премии
- 1946 — Медаль «За доблестный труд в Великой Отечественной войне 1941—1945 гг.»
- 1958 — Ленинская премия — за составление металлогенических карт Центрального Казахстана.
- [когда?] — Орден «Знак Почёта»
- 1968 — Орден Ленина

## Публикации
Основные научные работы:
- Серпентиниты Восточного Казахстана и их полезные ископаемые. — Алма-Ата, 1947.
- Агрономические руды, основы их геологии и поисковые признаки. — Алма-Ата, 1955.
- Периодический закон Менделеева и его приложения к геологии. — Алма-Ата, 1970.